# Laguna de Vilama
La laguna de Vilama es un cuerpo de agua endorreico que se sitúa en la región altiplánica del noroeste de la Argentina, en un área limítrofe con el sudoeste de Bolivia.

## Características de la laguna
Localización
La laguna Vilama es un cuerpo de agua de la Argentina, situado en territorio fronterizo del departamento Rinconada de la provincia de Jujuy, a una altitud de 4493 m s. n. m. Ocupa el fondo de una depresión endorreica de altura, en la región de la Puna. El centro de la laguna se encuentra en las coordenadas: 22°35′43.91″S 66°55′34.33″O / -22.5955306, -66.9262028. Su cuenca se conforma con numerosos torrentes que, en algunos casos, tienen sus nacientes más allá de la frontera, en la provincia de Sud Lípez del departamento de Potosí, situado al sudponiente de Bolivia. Todo el sector boliviano se encuentra en la llamada zona de influencia de la reserva nacional de fauna andina Eduardo Abaroa.
Características de sus aguas
Es un cuerpo acuático léntico, de aguas someras de condición hipersalina. Grandes procesos climáticos hemisféricos producen importantes fluctuaciones en los acumulados de precipitaciones, con prolongadas sequías que repercuten en el nivel del espejo. Esto conlleva una elevada variabilidad de las características físico-químicas de sus aguas.
Medidas
Su superficie varía a lo largo del año y especialmente entre años, al depender exclusivamente del acumulado pluvio-nival, ya que se alimenta de la escorrentía de varios torrentes alimentados por el deshielo de las cumbres andinas. Se considera que cuenta con una superficie promedio de unas 4600 ha.
Su forma es de una media luna, y sus medias son de aproximadamente 13 km de largo y 3 km en su parte más ancho, teniendo una escotadura en su parte central (provocada por la elevación denominada altos de Pululos) que separa ambas márgenes (occidental y oriental) a unos 950 metros.
Está rodeada por numerosas cumbres volcánicas, las que constituyen hitos naturales en el límite entre ambos países: el cerro Bayo, el cerro Negro (5026 m s. n. m.), el cerro Piedras Grandes (5647 m s. n. m.), el cerro Abra Tinte, el cerro Tinte (5849 m s. n. m.), y el exclusivo argentino cerro Pululos. Hacia el este está rodeada por otras lagunas menores, como las lagunas Palar, Pululos, Colpayoc, Bacay, Cerro Negro, Caití, Isla Grande, Isla Chica, Catal, Arenal, del Arenal, etc.

## Características de su cuenca
La cuenca de la laguna Vilama se  localiza en plena cordillera Occidental, en la faja ecológica conocida como ‘’Puna Desértica’’ o ‘’Puna Salada’’
Las condiciones climáticas son de una acuciada aridez, con menos de 100 mm de precipitación anual, y temperaturas medias anuales de alrededor de 7 °C, y gran amplitud térmica diaria. En las noches invernales la mínima absoluta puede llegar a -30 °C. 
Geológicamente, su cuenca es el resultado de una prolongada actividad volcánica ocurrida en el Cenozoico Superior.

## Patrimonio biológico
Ecorregiones
Ecorregionalmente las tierras de su cuenca pertenecen a la ecorregión terrestre puna seca de los andes centrales. Sus aguas se insertan en la ecorregión de agua dulce Mar Chiquita - Salinas Grandes.
Flora
Según la clasificación de Ángel Lulio Cabrera, fitogeográficamente las áridas estepas de su cuenca pertenecen al distrito fitogeográfico de la puna seca de la provincia fitogeográfica puneña, aunque en los sectores de mayor altitud se incluyen en el distrito fitogeográfico altoandino quechua de la provincia fitogeográfica altoandina.
La vegetación dominante son los pastizales abiertos de distintas especies del género Festuca, con arbustales muy abiertos integrados por varias especies del género Parastrephia.  En las márgenes de su tributarios se desarrollan vegas compuestas por cojines de hierbas perennes (Rockhausenia pygmaea, Oxychloe andina, etc.). 
Fauna
La fauna de las estepas incluye a la vicuña austral (Vicugna vicugna vicugna) y al suri cordillerano (Rhea pennata garleppi). Ya en la propia laguna abundan las aves acuáticas altiplánicas, como la avoceta andina (Recurvirostra andina), la gaviota andina (Chroicocephalus serranus), el cauquén guayata (Chloephaga melanoptera), Las Parinas o flamencos altiplánicos: el grande o andino (Phoenicopterus andinus), y el chico o de James (Phoenicopterus jamesi), La Gallareta cornuda (Fulica cornuta), el chorlito puneño (Charadrius alticola), el pato puna (Anas puna), etc.
Es una de las áreas importantes para la conservación de las aves en Argentina.

### Conservación
Se encuentra incluida dentro de la reserva provincial altoandina de La Chinchilla, creada según el decreto N° 2213-E-92.
Desde el año 2000, su cuenca también forma parte de la reserva Ramsar Lagunas de Vilama, con una superficie de 157 000 ha, ya que esta laguna representa un ejemplo muy bien conservado de algunos tipos de humedales salobres puneños. Los arroyos que desembocan en ella cuentan con poblaciones de peces y anfibios de distribución limitada.
Dada su importancia ornitológica, desde el año 2008, su cuenca también fue declarada una de las Áreas importantes para la conservación de las aves (AICA), bajo el nombre de Sistema de lagunas de Vilama-Pululos, con una superficie de 150 000 ha.

## Acceso
Se accede por la ruta provincial 85, de tierra, sólo apta para vehículos de doble tracción, la cual partiendo desde la localidad de Lagunillas del Farallón, costea toda la ribera oriental del espejo acuático, pasando en su parte central por el paraje Esquina Sapahua.  